# Lutz Kaps
Lutz Kaps (* 18. November 1945 in Leipzig; † 21. Juli 2016) war ein deutscher Turntrainer und Sportwissenschaftler. Er galt als „einer der profiliertesten Trainer des Deutschen Turnverbandes der DDR“ und betreute mehrere Olympia-Medaillengewinner.

## Leben
Kaps ging zunächst im Leipziger Stadtteil Knauthain zur Schule, ab 1957 besuchte er die Kinder- und Jugendsportschule Leipzig und bestand 1964 sein Abitur. Zwischen 1960 und 1964 turnte er in der Meisterklasse. Von 1964 bis 1970 studierte Kaps an der Deutschen Hochschule für Körperkultur (DHfK) in Leipzig, anschließend war er zwischen 1970 und 1977 als Wissenschaftler am Forschungsinstitut für Körperkultur und Sport (FKS). Dort befasste er sich in wissenschaftlichen Arbeiten unter anderem mit den Themen Trainingssteuerung, analysierte die technische Entwicklung im Turnen auf internationaler Ebene und war an einer Untersuchung zum „Verhalten des Laktats nach turnerischen Belastungen“ beteiligt. Kaps gilt als einer der ersten Turntrainer, die Videotechnik im Übungsbetrieb zum Einsatz brachten, er nutzte diese technische Möglichkeit seinerzeit mit dem damaligen Cheftrainer der DDR-Turner, Peter Weber. Während seiner wissenschaftlichen Tätigkeit am FKS absolvierte er zusätzlich an der Humboldt-Universität zu Berlin eine Fachausbildung zum Übersetzer in Japanisch. Von 1977 bis 1990 war Kaps Turntrainer beim SC DHfK Leipzig. Zusätzlich war er für den Deutschen Turnverband der DDR (DTV) tätig, war Chefmethodiker des Verbandes. Zusammen mit Gerhard Falkenstein betreute er die Turner Andreas Bronst und Ralf-Peter Hemmann, die bei den Olympischen Sommerspielen 1980 die Silbermedaille im Mannschaftsmehrkampf gewannen, Hemmann wurde zudem 1981 Weltmeister im Pferdsprung. Ebenfalls zu Kaps’ Schützlingen zählte Sven Tippelt, der bei den Olympischen Spielen 1988 Silber im Mannschaftsmehrkampf errang und 1989 Vizeweltmeister im Mannschaftsmehrkampf wurde.
Von 1996 bis 1999 war Kaps Trainer beim Landesturnverband Sachsen-Anhalt sowie beim SV Halle, dort betreute er neben anderen Matthias Fahrig. Ab 1999 war Kaps als Trainer beim Westfälischen Turnerbund sowie anschließend bis 2004 beim Pfälzer Turnerbund am Landesleistungszentrum in Oppau tätig. 2004 erkrankte Kaps schwer und musste deshalb seine berufliche Beschäftigung als Trainer aufgeben.